# Zjawisko termoelektryczne
Zjawisko termoelektryczne – efekt bezpośredniej transformacji napięcia elektrycznego występującego między dwoma punktami układu ciał na różnicę temperatur między tymi punktami, lub odwrotnie: różnicy temperatur na napięcie elektryczne. Zjawisko to jest wykorzystywane do
- ogrzewania,
- chłodzenia,
- pomiaru temperatury.

Ponieważ napięciem elektrycznym łatwo jest sterować i można je dokładnie rejestrować, urządzenia wykorzystujące zjawisko termoelektryczne pozwalają na bardzo precyzyjną kontrolę temperatury i na automatyzację procesów chłodzenia i ogrzewania.
W zależności od kierunku transformacji zjawiska termoelektryczne dzieli się na:
- zjawisko Seebecka – powstanie siły termoelektrycznej w zamkniętym obwodzie składającym się z dwóch różnych metali, o ile miejsca styku tych metali znajdują się w różnych temperaturach,
- zjawisko Peltiera – gdy prąd elektryczny przepływa przez miejsce złączenia dwóch różnych metali, to zależnie od kierunku przepływu złącze to nagrzewa się lub oziębia,
- zjawisko Thomsona – nagrzewanie lub oziębianie pod wpływem przepływu prądu występujące również w jednorodnym przewodniku, którego końce znajdują się w różnych temperaturach.